# بوبي كوكس
بوبي كوكس (بالإنجليزية: Bobby Cox)‏ (24 يناير 1934 بدندي في المملكة المتحدة - 20 فبراير 2010 باسكتلندا في المملكة المتحدة) هو لاعب كرة قدم بريطاني في مركز الدفاع. لعب مع نادي دندي.

## وصلات خارجية
- بوبي كوكس على موقع قاعدة بيانات كرة القدم.إي يو (الإنجليزية)